# العلاقات الصينية الإيطالية
العلاقات الصينية الإيطالية هي العلاقات الثنائية التي تجمع بين الصين وإيطاليا.

## مقارنة بين البلدين
هذه مقارنة عامة ومرجعية للدولتين:
| وجه المقارنة                                              | الصين                    | إيطاليا                                                  |
| --------------------------------------------------------- | ------------------------ | -------------------------------------------------------- |
| المساحة (كم2)                                             | 9.60 مليون               | 301.34 ألف                                               |
| عدد السكان (نسمة)                                         | 1.33 مليار               | 60.60 مليون                                              |
| الكثافة السكانية (ن./كم²)                                 | 138.54                   | 201.1                                                    |
| العاصمة                                                   | بكين                     | روما، فلورنسا، تورينو                                    |
| اللغة الرسمية                                             | اللغة الصينية القياسية   | اللغة الإيطالية                                          |
| العملة                                                    | رنمينبي                  | يورو، ليرة إيطالية                                       |
| الناتج المحلي الإجمالي (بليون دولار)                      | 12.24 تريليون            | 1.93 تريليون                                             |
| الناتج المحلي الإجمالي (تعادل القوة الشرائية) بليون دولار | 19.82 تريليون            | 2.26 تريليون                                             |
| الناتج المحلي الإجمالي الاسمي للفرد دولار أمريكي          | 8.03 ألف                 | 29.96 ألف                                                |
| الناتج المحلي الإجمالي للفرد دولار أمريكي                 | 13.21 ألف                | 35.46 ألف                                                |
| مؤشر التنمية البشرية                                      | 0.728                    | 0.873                                                    |
| رمز المكالمات الدولي                                      | +86                      | +39                                                      |
| رمز الإنترنت                                              | .cn، .中国 ‏، .中國 ‏      | .it                                                      |
| المنطقة الزمنية                                           | توقيت الصين، ت ع م+08:00 | توقيت وسط أوروبا، ت ع م+01:00، ت ع م+02:00، أوروبا/روما ‏ |

## مدن متوأمة
في ما يلي قائمة باتفاقيات التوأمة بين مدن صينية وإيطالية:
- ترتبط تشانغشا مع أريتسو باتفاقية توأمة منذ 30 أكتوبر 1982.
- ترتبط سوجو مع البندقية باتفاقية توأمة منذ 14 يونيو 2005.
- ترتبط شنجن مع تورينو باتفاقية توأمة منذ 1997.
- ترتبط ماكاو مع كييتي باتفاقية توأمة.[14][15]
- ترتبط نانجينغ مع فلورنسا باتفاقية توأمة منذ 21 ديسمبر 1978.[16][17][16][17]
- ترتبط تشانغتشو مع براتو باتفاقية توأمة.
- ترتبط زيبو مع مقاطعة بيرغامو باتفاقية توأمة.[18]
- ترتبط تايآن مع لوغو باتفاقية توأمة.
- ترتبط نانتونغ مع تشيفيتافيكيا باتفاقية توأمة.
- ترتبط هوايان مع فيوميتشينو باتفاقية توأمة منذ 1 نوفمبر 2004.[19][20][21][22]
- ترتبط تونغلينغ مع فاريزي باتفاقية توأمة.
- ترتبط غوانزو مع باري باتفاقية توأمة منذ 13 نوفمبر 2009.[14][14][14][14]
- ترتبط جينغدتشن مع فاينزا باتفاقية توأمة منذ 20 أبريل 2013.
- ترتبط نينغبو مع فيرونا باتفاقية توأمة منذ 25 أكتوبر 1986.
- ترتبط بنغبو مع بيرغامو باتفاقية توأمة.
- ترتبط هاندان مع بادوفا باتفاقية توأمة.
- ترتبط ينغكو مع كروتوني باتفاقية توأمة.
- ترتبط تشنغتشو مع نابولي باتفاقية توأمة منذ 25 يوليو 2000.
- ترتبط يانغتشو مع ريميني باتفاقية توأمة منذ 1997.
- ترتبط سيتشوان مع سيبرانو باتفاقية توأمة منذ 17 سبتمبر 1984.
- ترتبط شيان مع مدينة بومبي باتفاقية توأمة منذ 10 مايو 1974.
- ترتبط شنيانغ مع تورينو باتفاقية توأمة.
- ترتبط جيانغن مع تورتونا باتفاقية توأمة.
- ترتبط شانغهاي مع ميلانو باتفاقية توأمة منذ 1994.[23][23][23][23]
- ترتبط تايكانغ مع Rosolina [الإنجليزية]‏ باتفاقية توأمة.
- ترتبط بنشي مع مودينا باتفاقية توأمة منذ 6 أبريل 2011.
- ترتبط زوهاي مع لا سبيتسيا باتفاقية توأمة منذ 2011.
- ترتبط شيجياتشوانغ مع بارما باتفاقية توأمة.
- ترتبط تشنهوانغداو مع بيزارو باتفاقية توأمة.
- ترتبط ووهو مع بافيا باتفاقية توأمة منذ 19 أبريل 1985.[24][24][24][24]
- ترتبط ريتشاو مع ريدجو إميليا باتفاقية توأمة.
- ترتبط هانغتشو مع بيزا باتفاقية توأمة منذ 2009.
- ترتبط ونجو مع فيدجيفانو باتفاقية توأمة منذ 1 مايو 2011.[25][25][25][25]
- ترتبط ويهاي مع بييلا باتفاقية توأمة.
- ترتبط بكين مع ميلانو باتفاقية توأمة منذ 14 مارس 1979.
- ترتبط تشنغدو مع باليرمو باتفاقية توأمة.

## منظمات دولية مشتركة
يشترك البلدان في عضوية مجموعة من المنظمات الدولية، منها:
| علم المنظمة | اسم المنظمة                               | تاريخ انضمام الصين | تاريخ انضمام إيطاليا |
| ----------- | ----------------------------------------- | ------------------ | -------------------- |
|             | مجموعة العشرين                            | ?                  | ?                    |
|             | منظمة التجارة العالمية                    | 11 ديسمبر 2001     | 1995                 |
|             | الاتحاد البريدي العالمي                   | ?                  | ?                    |
|             | مجموعة الموردين النوويين                  | ?                  | ?                    |
|             | يونسكو                                    | 4 نوفمبر 1946      | ?                    |
|             | الفريق المعني برصد الأرض                  | ?                  | ?                    |
|             | مؤسسة التمويل الدولية                     | 15 يناير 1969      | 27 ديسمبر 1956       |
|             | المركز الدولي لتسوية المنازعات الاستشارية | 6 فبراير 1993      | 28 أبريل 1971        |
|             | بنك التنمية الآسيوي                       | 1986               | 1966                 |
|             | منظمة حظر الأسلحة الكيميائية              | ?                  | ?                    |
|             | مؤسسة التنمية الدولية                     | 24 سبتمبر 1960     | 24 سبتمبر 1960       |
|             | وكالة ضمان الاستثمار متعدد الأطراف        | 30 أبريل 1988      | 29 أبريل 1988        |
|             | الاتحاد الدولي للاتصالات                  | 1 سبتمبر 1920      | 1866                 |
|             | منظمة الشرطة الجنائية الدولية             | ?                  | ?                    |
|             | الأمم المتحدة                             | 25 أكتوبر 1971     | 14 ديسمبر 1955       |
|             | البنك الدولي للإنشاء والتعمير             | 27 ديسمبر 1945     | 27 مارس 1947         |
|             | المنظمة الهيدروغرافية الدولية             | ?                  | ?                    |
|             | البنك الإفريقي للتنمية                    | ?                  | ?                    |
|             | بنك التنمية الكاريبي ‏                     | ?                  | ?                    |

## أعلام
هذه قائمة لبعض الشخصيات التي تربطها علاقات بالبلدين:
- يانغ مين (20 فبراير 1963[35] – )

## وصلات خارجية
- موقع وزارة الخارجية الصينية
- موقع وزارة الخارجية الإيطالية